# Lynchage de réservistes israéliens à Ramallah en 2000
Le lynchage de réservistes israéliens à Ramallah en 2000 est un événement qui s'est produit le 12 octobre 2000, pendant lequel deux soldats israéliens sont tués à Ramallah par la foule palestinienne à la suite du meurtre d'un jeune palestinien tué la veille par l'armée israélienne. Cet événement participe de l'explosion de violence caractéristique de la Seconde intifada, aux côtés (notamment) de la visite d'Ariel Sharon à l'esplanade des Mosquées sur le Mont du Temple le 28 septembre, la répression israélienne qui fit des dizaines de morts après les manifestations de colère palestinienne qui suivirent, l'annonce de la mort de Mohammed al-Durah le 30 septembre et la mort de douze Arabes citoyens israéliens tués par la police israélienne lors de manifestations de soutien aux Palestiniens les premiers jours d'octobre.

## Contexte
Le 28 septembre 2000, alors que le processus de paix israélo-palestinien, relancé vainement par le deuxième sommet de Camp David, est dans l'impasse, la visite d'Ariel Sharon sur l'esplanade des Mosquées provoque la colère des Palestiniens qui y voient une provocation. Les manifestations qui s'ensuivent sont fortement réprimées : trois jours plus tard, on compte quinze morts et trois cents blessés parmi les Palestiniens. Le 30 septembre, les médias mondiaux rapportent la mort de Mohammed al-Durah qui devient une « figure symbolique de l'Intifada ». Les violences s'amplifient : au 10 octobre, on compte quatre-vingt-dix morts et deux mille blessés parmi les Palestiniens ainsi que 14 Arabes israéliens (en) tués lors de manifestations de soutien, Ces évènements cumulés provoquent la flambée de violence ayant mené au début de la seconde Intifada.

## Événements

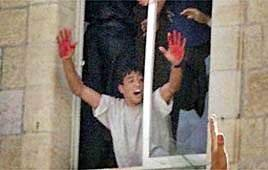
Aziz Salha, jeune participant au lynchage, agite ses mains ensanglantées depuis la fenêtre du commissariat

Le 12 octobre 2000, selon la version officielle de l'armée israélienne, deux militaires réservistes israéliens, Yosef Avrahami et Vadim Norzhich, s'égarent à Ramallah, aux abords d'une cérémonie funéraire d'un jeune Palestinien de 17 ans tué la veille par l'armée israélienne. Les soldats sont repérés, puis arrêtés par la police palestinienne qui les emmène à leur commissariat. La police palestinienne assure qu'il s'agit « de membres de services spéciaux effectuant une mission d'espionnage ». 
La foule palestinienne en colère réclame les deux prisonniers. Des policiers palestiniens tentent de s'interposer. D'abord maintenus à l'extérieur, quelques Palestiniens finissent par pénétrer dans le commissariat par une fenêtre du deuxième étage. 
Les soldats sont battus. Un Palestinien montre ses mains ensanglantées par la fenêtre, puis un corps en est jeté et un autre pendu sous les acclamations de la foule, qui frappe ensuite à coups de barre un des corps, dont la tête sera brisée. Des coups de feu seront tirés sur une des dépouilles, qui sera ensuite brûlée. Vers 11 h, Chani, la femme de Yosef, appelle son mari pour s'assurer de son état. Un des meurtriers répond alors au téléphone et lui dit en riant qu'il vient de tuer sauvagement Yosef. Les deux dépouilles sont ensuite traînées jusqu'au Square Al-Manara en centre-ville, où la foule commence une célébration de la victoire.

## La couverture médiatique
Une équipe de télévision italienne, que par la suite on a appris être des employés de Mediaset, la plus importante station de télévision privée d'Italie, a capté des images du lynchage,, malgré la police palestinienne qui essayait d'empêcher les journalistes étrangers de filmer[réf. incomplète]. Le producteur d'une équipe d'ABC News, Nasser Atta, raconte que lorsque l'équipe a commencé à filmer le lynchage : « les jeunes sont venus vers nous, ils nous ont fait arrêter avec quelques coups et en nous menaçant avec des couteaux. » Mark Seager, reporter au Sunday Telegraph, affirme avoir été frappé au visage alors qu'il photographiait la scène.
Dans un ouvrage où il analyse l'impact des médias sur le conflit israélo-palestinien, Jérôme Bourdon compare les images de la mort de Mohammed al-Durah et celles du lynchage des deux soldats. Il estime qu'alors qu'on aurait pu s'attendre à ce que les événements soient traités avec une certaine symétrie, le lynchage n'a pu bénéficier de cette « faveur » du fait que « les images de bourreau[x] marchent mieux que les images de victimes » car ces dernières bénéficient généralement d'un sentiment « universel » de « compassion ».
Edgar Roskis s'interroge sur le rôle des médias et de l'usage des images dans le conflit. Bien que reconnaissant que le travail des journalistes est de rapporter les faits, il considère « discutable » le fait que « [les images] tournent en boucle, avec les conséquences que l'on sait » ce qui nuit à l'action « [d]es pacifistes des deux 'camps'  [qui] sont désespérément à la recherche d'une solution politique ».

## Réactions et intervention militaire
Selon l'historien israélien Benny Morris, « cette sauvagerie [...] scandalis[e] la population israélienne [mais] reflét[e] parfaitement la colère et la haine des Palestiniens à l'égard d'Israël ». L'armée israélienne commence par boucler toutes les villes palestiniennes mais n'intervient pas immédiatement, craignant une résistance de la part des forces de sécurité palestiniennes. S'ensuit, après l'avertissement israélien de représailles à venir, le bombardement de bâtiments de la police, de l'armée et de la radio Voice of Palestine à Ramallah et d'autres cibles à Gaza. Les Palestiniens dirent que l'action militaire fit 27 blessés à Ramallah. Le reporter de Paris-Match Jacques-Marie Bourget reçoit une balle tirée par un soldat israélien qui lui a transpercé le poumon et s'est logée derrière son omoplate.  
Cet événement, tout comme la mort de Mohammed Al-Durah pourrait, avoir intensifié le conflit en cours entre les forces israéliennes et les Palestiniens.

## Poursuite des lyncheurs
- Aziz Salha est arrêté en 2001 et reconnaît avoir participé à forcer l'entrée du poste de police et étranglé l'un des soldats tandis que d'autres l'ont battu. Selon The Telegraph, il s'est mis à la fenêtre pour montrer à la foule massée à l'extérieur ses mains couvertes du sang du soldat[17]. En 2004, une cour d'Israël l'a reconnu coupable de l'assassinat du caporal Vadim Nurzhitz et l'a condamné à la prison à vie[18],[19]. Il a par la suite été libéré dans le cadre de l'échange avec Gilad Shalit, au désarroi des familles des victimes. Il est mort le 02/10/2024 dans une attaque aérienne menée par Israël sur Gaza[20].
- Muhammad Howara, un activiste du Tanzim, a été arrêté en 2001.
- Ziad Hamdada, qui avait mis le feu au corps de l'un des soldats israéliens, a été arrêté en 2002.
- En 2005, le Shin Bet israélien a annoncé avoir arrêté Mohamed Abu Ida, un ancien membre de la force de police palestinienne à Ramallah. Au cours de l'enquête, il aurait admis avoir conduit les deux soldats israéliens à la station de police de Ramallah, après quoi il aurait rejoint les autres émeutiers[21].
- Selon le journal israélien The Jerusalem Post[22], le dernier auteur du lynchage de Ramallah, Haiman Zaban, aurait été arrêté le 26 septembre 2007.

Certains de ces lyncheurs ont par la suite été libérés dans le cadre de l'échange avec Gilad Shalit, au désarroi des familles des victimes.

## Symbole des mains rouges
Dans le contexte des protestations contre la guerre de Gaza depuis 2023, certains manifestants se peignent les mains en rouge pour dénoncer un « massacre ». Selon leurs détracteurs, ce geste rappellerait les « mains rouges » exhibées par un des lyncheurs des soldats.
À Paris, le Mur des Justes du Mémorial de la Shoah est tagué de multiples « mains rouges » dans la nuit du 13 au 14 mai 2024. L'opération aurait été commanditée par la Russie, déjà soupçonnée d'avoir fait taguer des étoiles de David dans les rues de la capitale française.